# 동명왕릉
동명왕릉(東明王陵)은 조선민주주의인민공화국 평양직할시 력포구역 룡산리에 위치한 고구려 시조 동명왕의 무덤이다.

## 역사
조선민주주의인민공화국의 국보 문화유물 제36호이다. 고구려를 건국한 시조 동명왕의 무덤으로, 427년에 고구려가 평양으로 천도하면서 왕릉을 이장했다고 추정된다. 1993년에 북한이 대대적으로 개건했으며, 2004년에는 고구려 고분군 가운데 하나로서 유네스코 지정 세계 문화유산으로 선정되었다.

## 외부 구조
평양의 동남쪽 제령산 서쪽에 위치해 있으며, 분구에 2단 이상의 돌기단이 둘러 있고 묘역 시설도 갖추어져 있다. 고구려 무덤 중 규모가 가장 큰데, 둘레는 34x34m, 높이는 11m이다. 왕릉은 1.5m 높이의 계단식으로 된 돌기단 위에 흙으로 쌓은 돌칸흙무덤이며, 널길과 널방으로 이루어진다.
널길은 바깥길과 안길로 구분되는데, 바깥길에서 안길로 들어가는 곳과 안길에서 널방으로 들어가는 곳에 문을 설치하고 잠금 장치를 두었다. 봉분 주위에는 기단에서 사방 5m 정도로 강자갈을 깐 묘역이 있다.

## 내부 구조
안길은 안으로 들어가면서 좁아진다. 널방은 사각 평면에 동서 4.21m, 남북 4.18m, 높이 3.8m로 석회암과 화강암을 다듬어 쌓았고, 천장은 꺽음천장으로 짰다.

### 벽화
벽화는 널방의 벽과 천장에 바탕색을 칠하고 지름 12cm의 연꽃을 일정한 간격으로 줄을 맞추어 그렸다. 그러나 지금은 대부분 떨어져 나갔고, 흔적만 일부 남아 있는 상태다.

## 왕릉 주변
왕릉 뒤쪽으로 온달과 평강공주의 묘를 포함해 10여 기의 고구려 무덤이 있고, 앞쪽 100m 정도 떨어진 지점에 정릉사가 위치해 있다.

### 정릉사
정릉사는 동명왕릉의 바로 앞에 위치해 있는 점과, 발굴 당시 '능사'라는 글자를 새긴 그릇과 기와가 출토된 점을 미루어 볼 때 동명왕릉의 능사로 간주된다. 현재의 정릉사는 1993년의 개건 당시 함께 개건된 것이다.

## 참고 사항
현존하는 고구려 왕릉 가운데 가장 큰 규모의 능사를 거느리고 있다. 천장과 벽화 등을 미루어 볼 때 4세기 초 ~ 5세기 초의 것으로 추정된다. 이로 인해 동명왕릉이 문자명왕릉이라는 주장이 있다.

## 같이 보기
- 조선민주주의인민공화국의 국보
- 고대 고구려 왕국 수도와 묘지